# Krone des Königreichs Polen
Als Krone des Königreichs Polen (auch Krone Polens; Polnische Krone, Krone; polnisch Korona Królestwa Polskiego; lateinisch Corona Regni Poloniae) wird die Gesamtheit der Länder bezeichnet, die mit dem Königreich Polen durch den gemeinsamen Landesherrn sowie über Lehensbeziehungen verbunden waren. Mit der Krone des Königreichs Polen ist nicht die materielle Krone gemeint, die dem König aufs Haupt gesetzt wurde, sondern die königliche Herrschaft, die in Verbindung mit der Ständeordnung das polnische Staatswesen darstellte. Der Begriff war bis zum Ende Polen-Litauens (1795) üblich.

## Geschichte
Ähnlich wie in anderen Königreichen Mitteleuropas entwickelte sich im Königreich Polen im 14. Jahrhundert die Rechtsidee, dass das Königreich eine selbständige juristische Person ist, die von der Person des Monarchen unabhängig ist. Ähnliche Entwicklungen gab es in Böhmen mit der Wenzelskrone und in Ungarn mit der Stefanskrone. Da es in Polen keinen heiliggesprochenen König gab, nannte man das Staatswesen nicht nach einer Person, sondern nur Krone des Königreichs Polen. Bereits unter dem König Kasimir dem Großen kam in den Urkunden der Begriff Corona Regni Poloniae als Name für das Staatswesen auf. Da mit ihm die Piasten im männlichen Königsstamm ausstarben, entwickelte sich Polen unter den Anjou von einer Erb- zu einer Wahlmonarchie. Bereits Ludwig der Große musste den polnischen Ständen zahlreiche Privilegien einräumen, um die Thronfolge seiner Tochter als polnischen König zu sichern. Dies schwächte die Position des Monarchen und stärkte die Stände. Seine Tochter Hedwig von Anjou war auch der letzte Erbkönig. Durch ihre Ehe mit Władysław II. Jagiełło kam es zur Personalunion Polen-Litauen, die 1385 in der Union von Krewo geschlossen wurde. Seither wurde der polnische Landesteil als Krone des Königreichs Polen oder verkürzt als Krone bezeichnet. Dies blieb auch bei allen weiteren Unionsakten zwischen Polen und Litauen bis zur Union von Lublin. Die Krone war dabei ein eigenes Rechtssubjekt mit eigener Hauptstadt, eigenem Heer, eigenem Kronschatz, eigenem Parlament und eigenen Beamten. Sie war auch vom jeweiligen König unabhängig und verstand sich als Souverän des Staates, was den Weg von der Ständemonarchie im 15. Jahrhundert zur Adelsrepublik im 16. Jahrhundert einleitete. Seit dem 16. Jahrhundert wurde auch die Unabhängigkeit der Krone von Papst und Kaiser proklamiert. Sie bestand, genauso wie die polnisch-litauische Adelsrepublik bis zur Dritten Polnischen Teilung 1795.

## Geographie
Eine weitere Bedeutung erhielt der Begriff Krone als Gesamtheit aller mit Polen verbundenen Territorien, zu denen zunächst unmittelbar das Anfang des 14. Jahrhunderts Wiedervereinigte Königreich Polen (Kleinpolen, Großpolen, Kujawien), Wolhynien und Rotruthenien gehörten. Später kamen durch Inkorporation Pommerellen, Masowien, das Kulmer Land, das Ermland, die Lande Lauenburg und Bütow, Podolien, das Herzogtum Auschwitz, das Herzogtum Zator, Podlachien, die Ukraine, Livland und das Herzogtum Kurland und Semgallen sowie (zeitweise) als Lehen das Herzogtum Preußen, das Fürstentum Moldau, die Walachei, die Republik Nowgorod und die Zips als Pfand. Hierbei hatten die Krone und Litauen eigene teilweise aber auch gemeinsame Lehen.

## Nachweise
- Grodziski S., Z dziejów staropolskiej kultury prawnej, Kraków: Universitas, 2004, s. 102–105, ISBN 83-242-0339-7
- Szczur S., Historia Polski średniowiecze, Kraków: Wydawnictwo Literackie, 2002, ISBN 83-08-03273-7